# سوپر جام فوتبال آلمان ۲۰۲۰
سوپر جام فوتبال آلمان ۲۰۲۰ یازدهمین دوره از مسابقات سوپرجام آلمان با نام DFL-Supercup بود، که به صورت سالانه با حضور قهرمانان فصل قبل بوندس‌لیگا و جام حذفی برگزار می‌شود. این مسابقه در تاریخ ۳۰ سپتامبر ۲۰۲۰ برگزار شد. این رقابت معمولاً در ژوئیه یا اوت هر سال قبل از شروع بوندس‌لیگا برگزار می‌شود. با این حال، در پی تعویق رقابت‌های بوندس‌لیگا ۲۰–۲۰۱۹ به علت شیوع ویروس کرونا، شروع فصل ۲۱–۲۰۲۰ تا سپتامبر ۲۰۲۰ به تأخیر افتاد. همچنین با توجه به همه‌گیری کروناویروس، این مسابقه پشت درهای بسته و بدون حضور تماشاگران انجام شد.
در این مسابقه بایرن مونیخ، به عنوان قهرمان بوندس‌لیگا ۲۰–۲۰۱۹ و جام حذفی ۲۰–۲۰۱۹ (تکمیل یک دبل داخلی) و بروسیا دورتموند، به عنوان نایب‌قهرمان بوندسلیگا و دارندۀ سوپر جام سال گذشته حضور داشتند. این دیدار به میزبانی بایرن در آلیانتس آرنا در شهر مونیخ برگزار شد. با تغییر قالب، قهرمان بوندسلیگا به عنوان میزبان سوپرجام انتخاب شد. پیش از این قهرمان جام حذفی یا نایب‌قهرمان بوندسلیگا در شرایطی که یک تیم دبل را تکمیل کند، میزبان بازی بود.
بایرن مونیخ در راه کسب هشتمین قهرمانی سوپرجام خود این دیدار را با نتیجه ۳–۲ پیروز شد. برای اولین بار یک داور زن برای هدایت این مسابقه انتخاب شد، داور آلمانی، بیبیانا اشتاین‌هاوس، که آخرین بازی را در کارنامه داوری خود هدایت کرد.

## تیم‌ها
در جدول زیر، بازی‌هایی که تا سال ۱۹۹۶ برگزار شده است، در دوره DFB-Supercup و از سال ۲۰۱۰ به بعد در دوره DFL-Supercup بوده است.
| تیم         | صعود به واسطه                                             | حضور قبلی (پررنگ نشان‌دهنده قهرمانی)                                               |
| ----------- | --------------------------------------------------------- | --------------------------------------------------------------------------------- |
| بایرن مونیخ | قهرمانی بوندس‌لیگا ۲۰–۲۰۱۹ و جام حذفی فوتبال آلمان ۲۰–۲۰۱۹ | ۱۳ (۱۹۸۷، ۱۹۸۹، ۱۹۹۰، ۱۹۹۴، ۲۰۱۰، ۲۰۱۲، ۲۰۱۳، ۲۰۱۴، ۲۰۱۵، ۲۰۱۶، ۲۰۱۷، ۲۰۱۸، ۲۰۱۹) |
| TH          | نایب‌قهرمانی بوندس‌لیگا ۲۰–۲۰۱۹                             | ۱۰ (۱۹۸۹، ۱۹۹۵، ۱۹۹۶، ۲۰۱۱، ۲۰۱۲، ۲۰۱۳، ۲۰۱۴، ۲۰۱۶، ۲۰۱۷، ۲۰۱۹)                   |

## پیشینه
این مسابقه دومین سوپر جام فوتبال آلمان بود که بعد از سال ۲۰۱۲ در آلیانتس آرنا برگزار می‌شد، و سومین مسابقه در شهر مونیخ پس از سال ۱۹۹۴ که در المپیک مونیخ برگزار شده بود.

## بازی

### جزئیات
| بایرن مونیخ                                                              | ۳–۲   | دورتموند                                  |
| ------------------------------------------------------------------------ | ----- | ----------------------------------------- |
| - (لواندوفسکی ) تولیسو ۱۸' - (دیویز ) مولر ۳۲' - (لواندوفسکی ) کیمیش ۸۲' | گزارش | - ۳۹' برانت ( هالند) - ۵۵' هالند ( دلینی) |

| بایرن مونیخ | دورتموند |

| GK             | ۱  | مانوئل نویر ()   |     |     |
| RB             | ۵  | بنژامن پاوار     |     | '۷۶ |
| CB             | ۴  | نیکلاس زوله      |     |     |
| CB             | ۲۱ | لوکا ارناندز     | '۶۶ |     |
| LB             | ۱۹ | آلفونسو دیویز    |     |     |
| CM             | ۶  | یزوا کیمیش       |     |     |
| CM             | 8  | خاوی مارتینز     |     | '۸۴ |
| CM             | ۲۴ | کورنتا تولیسو    |     |     |
| RW             | ۲۵ | توماس مولر       |     |     |
| CF             | ۹  | روبرت لواندوفسکی |     | '۸۳ |
| LW             | ۲۹ | کینگزلی کومان    |     | '۵۴ |
| تعویض‌ها:       |    |                  |     |     |
| GK             | ۳۵ | الکساندر نوبل    |     |     |
| DF             | ۱۷ | ژروم بواتنگ      |     |     |
| DF             | ۲۷ | داوید آلابا      |     |     |
| DF             | ۴۱ | کریس ریچاردز     |     | '۷۶ |
| MF             | ۷  | سرژ گنابری       |     | '۵۴ |
| MF             | ۳۰ | آدریان فاین      |     |     |
| MF             | ۴۰ | مالک تیلمان      |     |     |
| MF             | ۴۲ | جمال موزیالا     |     | '۸۴ |
| FW             | ۱۴ | جاشوا زیرکزی     |     | '۸۳ |
| سرمربی:        |    |                  |     |     |
| هانس دیتر فلیک |    |                  |     |     |

| GK         | ۳۵ | ماروین هیتس       |  |     |
| CB         | ۲۳ | امره جان          |  |     |
| CB         | ۱۵ | متس هوملس         |  | '۷۶ |
| CB         | ۱۶ | مانوئل آکانجی     |  |     |
| RM         | ۲۴ | توما مونیه        |  | '۶۷ |
| CM         | ۶  | توماس دلینی       |  |     |
| CM         | ۸  | محمود داهود       |  |     |
| LM         | ۳۰ | فلیکس پاسلاک      |  |     |
| RW         | ۱۱ | مارکو رویس ()     |  | '۷۲ |
| CF         | ۹  | ارلینگ برات هالند |  | '۶۸ |
| LW         | ۱۹ | یولیان برانت      |  | '۷۶ |
| تعویض‌ها:   |    |                   |  |     |
| GK         | ۴۰ | اشتفان درالکا     |  |     |
| DF         | ۱۳ | رافائل گوئریرو    |  |     |
| DF         | ۱۴ | نیکو شولتس        |  | '۶۷ |
| DF         | ۲۶ | ووکاش پیشچک       |  | '۷۶ |
| MF         | ۲۰ | رینییر            |  | '۶۸ |
| MF         | ۲۲ | جود بلینگام       |  | '۷۶ |
| MF         | ۲۷ | ماریوس وولف       |  |     |
| CM         | ۲۸ | اکسل ویتسل        |  |     |
| MF         | ۳۲ | جیووانی رینا      |  | '۷۲ |
| سرمربی:    |    |                   |  |     |
| لوسین فاور |    |                   |  |     |

| بهترین بازیکن زمین: یزوا کیمیش (بایرن مونیخ) کمک داوران: مارسل اونر (هاله) توماس اشتاین (وایبرسبرون) داور چهارم: هارم اوسمرز (هانوفر) کمک داور ویدئویی: ساشا اشتیگه‌من (نیدرکاسل) دستیار کمک داور ویدئویی: فردریک آسموث (کلن) | قوانین بازی - ۹۰ دقیقه وقت معمول. - ضربات پنالتی در صورت تساوی. - ۹ بازیکن ذخیره، با امکان پنج تعویض. |

## یادداشت
1. 1 2  در پی شیوع ویروس کرونا در آلمان این بازی پشت درهای بسته و بدون حضور تماشاگران برگزار شد.[۵]
2. ↑  هر تیم سه فرصت برای تعویض داشت، به استثناء تعویض‌هایی که در وقت استراحت بین دو نیمه انجام می‌شود.